# Unión Santacruceña de Rugby
La Unión Santacruceña de Rugby (USR) es una asociación regional de clubes de rugby de Argentina con jurisdicción en la provincia de Santa Cruz de Argentina y en la ciudad de Punta Arenas de Chile, ubicadas en el sur de la Patagonia. Fue creada el 4 de mayo de 2008 y está afiliada a la Unión Argentina de Rugby. Organiza torneos masculinos y femeninos, para mayores y menores.

## Clubes
La Unión Santacruceña de Rugby (USR), es una federación deportiva con sede en la ciudad de Río Gallegos que agrupa a clubes de la Provincia de Santa Cruz y de la ciudad de Punta Arenas de Chile.
1. Macá Tobiano Rugby Club (Río Gallegos, Santa Cruz)
2. Coseba Rugby Club (Río Gallegos, Santa Cruz)
3. Los Guanacos Rugby Club (Río Turbio, Santa Cruz)
4. Patagonia Rugby Club (Puerto Santa Cruz)
5. El Calafate Rugby y Hockey Club (El Calafate, Santa Cruz)
6. Los Cóndores Rugby Club (Comandante Luis Piedrabuena, Santa Cruz)
7. Umag Rugby Club (Punta Arenas, Chile)
8. The British School (Punta Arenas, Chile)

## Torneos
La USR organiza los campeonatos internos de la federación, masculinos y femeninos. Los equipos masculinos de la UAR también participan en el Torneo Regional Patagónico femenino y masculino, junto a equipos de la Unión de Rugby del Valle de Chubut, Unión de Rugby Austral, Unión de Rugby del Alto Valle de Río Negro y Neuquén, Unión de Rugby Lagos del Sur y Tierra del Fuego que no compiten actualmente. Los regionales permiten clasificar a los torneos nacionales de clubes.

## Clubes campeones
Los clubes campeones de los torneos superiores de rugby masculino (rugby 15) y femenino (rugby 7) han sido los siguientes:
- 2010. UMAG (masc)
- 2014. El Calafate Rugby & Hockey Club (masc)
- 2017. UMAG (masc)
- 2017. UMAG (fem)
- 2018. UMAG (masc)
- 2019. UMAG (fem)
- 2024. UMAG (masc)

Fuentes: